# Arthur Pomeroy (1er vicomte Harberton)
Pour les articles homonymes, voir Pomeroy.
Arthur Pomeroy, 1er vicomte Harberton (16 janvier 1723 - 11 avril 1798) est un homme politique anglo-irlandais. 

## Biographie
Il est né à Cork, le fils aîné du révérend John Pomeroy, archidiacre de Cork, et son épouse Elizabeth Donnellan de Cloghan, comté de Roscommon. 
Il siège à la Chambre des communes irlandaise en tant que député du comté de Kildare de 1761 jusqu'à ce qu'il soit élevé à la Chambre des lords irlandaise en tant que baron Harberton dans la pairie d'Irlande le 10 octobre 1783. Il est ensuite créé vicomte Harberton le 5 juillet 1791. 
Il épouse Mary Colley, fille de Henry Colley de Castle Carbury, grand-oncle du 1er duc de Wellington, et de son épouse Mary Hamilton, fille de James Hamilton (6e comte d'Abercorn). 
Ils ont sept enfants, dont Henry, 2e vicomte, Arthur, 3e vicomte et John, 4e vicomte Harberton. Sa plus jeune fille, Mary, épouse John Craven Carden, 1er baronnet de Templemore, comté de Tipperary. Une autre fille, Henrietta, épouse James Hewitt (2e vicomte Lifford), mais est décédée après seulement deux ans de mariage. Deux autres enfants, George et Elizabeth, sont morts célibataires. Il est un ancêtre du général George Pomeroy Colley (1835-1881). 